# Whistler (série télévisée)
Pour les articles homonymes, voir Whistler.
Whistler est une série télévisée canadienne-américaine en 26 épisodes de 42 minutes créée par Kelly Senecal et diffusée du 25 juin 2006 au 19 avril 2008 sur le réseau CTV and The N.
Au Québec, la série a été diffusée à partir du 30 janvier 2007 à Séries+, et en France à partir du 12 décembre 2007 sur MTV France, puis sur NRJ 12 mais déprogrammé rapidement, ensuite la série a eu droit à une deuxième diffusion sur NRJ Paris en décembre 2008 puis rediffusée sur Ma chaîne étudiante.

## Synopsis
Lorsque l'athlète le plus populaire de Whistler, le médaillé olympique Beck McKaye, est retrouvé mort, la vie de ceux qui le connaissaient s'en trouve totalement bouleversée.

## Distribution

### Acteurs principaux
- Jesse Moss (VF : Alexandre Nguyen ; VQ : Xavier Dolan) : Quinn McKaye
- Amanda Crew (VF : Frédérique Marlot ; VQ : Kim Jalabert) : Carrie Miller
- Adam J. Harrington (en) (VF : Philippe Roullier ; VQ : Jean-François Beaupré) : Ryan McKaye
- Ingrid Kavelaars (VF : Olivia Dutron ; VQ : Catherine Hamann) : Jen McKaye
- Holly Dignard (VF : Françoise Rigal ; VQ : Mélanie Laberge) : Nicole Miller
- Christopher Shyer (VF : Olivier Jankovic ; VQ : Marc-André Bélanger) : Adrien Varland
- David Paetkau (VF : Patrick Pellegrin ; VQ : Hugolin Chevrette) : Beck MacKaye (saison 1)
- Brendan Penny (VF : Frédéric Popovic ; VQ : Nicolas Charbonneaux-Collombet) : A.J. Varland (saison 1)
- Nicholas Lea (VF : Nicolas Sempé ; VQ : Patrice Dubois) : Ethan McKaye (saison 1)

### Acteurs récurrents
- Haley Beauchamp (VF : Pascale Chemin ; VQ : Bianca Gervais) : Feeney (saison 1)
- Brandy Ledford (VF : Christine Pâris ; VQ : Isabelle Leyrolles) : Shelby Varland (saison 1)
- Michaela Mann (ru) (VF : Florence Dumortier ; VQ : Camille Cyr-Desmarais) : Isabelle (saison 1)
- Tamara Hope (VF : Bérangère Jean ; VQ : Magalie Lépine-Blondeau) : Leah McLure (saison 2)
- Ryan Kennedy (VF : Vincent de Bouard ; VQ : Nicholas Savard L'Herbier) : Travis Hollier (saison 2)
- Tommy Lioutas (VF : Olivier Korol ; VQ : Claude Gagnon) : Griff (saison 2)
- Ben Cotton (VF : Emmanuel Gradi ; VQ : Pierre Auger) : Coach Webber (saison 2)
- Kim Hawthorne (en) (VF : Zaïra Benbadis ; VQ : Hélène Mondoux) : Jada Temple (saison 2)
- Diego Klattenhoff (VF : Martial Le Minoux ; VQ : Daniel Roy) : Derek (saison 2)
- Peter Outerbridge (VQ : Éric Gaudry) : Peter Varland (saison 2)

### Acteurs secondaires
- Kandyse McClure (VF : Murielle Naigeon ; VQ : Marika Lhoumeau) : Lisa (saison 1)
- Steve Bacic (VF : Benoit Dupac) : Adam Lawson (saison 1)
- Parker Jay (VF : Vincent de Bouard ; VQ : Jean-Jacques Lamothe) : Éric (saison 1)
- Tahmoh Penikett (VF : Patrick Bethune) : Elias Noth (saison 2)

 Source et légende : version québécoise (VQ) sur Doublage.qc.ca
 Source et légende : version française (VF) sur RS Doublage

## Épisodes

### Première saison (2006)
1. Meurtre au sommet (Fallen)
2. Par delà les ténèbres (Out of the Shadows)
3. Les dés sont jetés (Coming Together, Coming Apart)
4. Mensonges et cachoteries (Lies and Whispers)
5. Le Poids de la vérité (The Burden of Truth)
6. Le Vrai visage de Beck ? (Will the Real Beck…?)
7. C'est dans l'air (In the Air)
8. Après la chute (After the Fall)
9. À vos amours (The Looks of Love)
10. Ennuagement (Gathering Clouds)
11. Sous la surface (Scratching the Surface)
12. Débâcle (Meltdown)
13. Déterré (Unearthed)

### Webisodes (2007)
Treize webisodes ont été produits et diffusés sur le site de CTV, mais n'ont pas reçu de titre officiel.

### Deuxième saison (2007-2008)
1. Retour au bercail (Homecoming)
2. Dans l'angle mort (Blindside)
3. Initiation (Hazed and Confused)
4. Fini de jouer (End Game)
5. Jouer avec le feu (Passion Plays)
6. L'Éternel second (Always a Bridesmaid)
7. Au-delà des limites (Out of Bounds)
8. Le Carrefour de la vie (Crossroads)
9. On ne choisit pas sa famille (Family Ties)
10. Virée à Baker (Road Trip)
11. Avis de tempête (The Rules of Attachment: Part I)
12. Des apparences trompeuses (The Rules of Attachment: Part II)
13. La Dernière Descente (Last Run)

### Webisodes (2008)
Treize webisodes ainsi que dix Carrie's web diary webisodes et dix scènes coupées au montage ont été diffusés sur le site de CTV.

## Musique
La série permet à des groupes canadiens très prometteurs, de se faire connaître. Parmi ces groupes, on retrouve The Dirtmitts, Pilot Speed, Waking Eyes, Controller.Controller, Hawksley Workman, Immaculate Machine, The High Dials, Tangiers, You Say Party! We Say Die!, Bella, The Parlour Steps, Martha Wainright, Catlow et plusieurs autres !

## Réception
CTV a arrêté la production car l'audience avait chuté lors de la diffusion de la deuxième saison.